# Premiul Médicis pentru literatură străină
Premiul Médicis este un premiu literar acordat în fiecare an. El are trei categorii: premiul Médicis (acordat unui roman, unei nuvele sau unei povestiri în limba franceză), premiul Médicis pentru eseu și premiul Médicis pentru literatură străină.
Premiul Médicis pentru literatură străină (în franceză Prix Médicis étranger) este acordat în fiecare an, începând din 1970, de către juriul premiului Médicis unui roman străin apărut în traducere franceză în cursul acelui an.

## Câștigătorii Premiului Médicis pentru literatură străină
| An   | Imagine | Autor                        | Operă                                                  | Editură (nr. premii)   | Țară (nr. premii)               |
| ---- | ------- | ---------------------------- | ------------------------------------------------------ | ---------------------- | ------------------------------- |
| 1970 |         | Luigi Malerba                | Saut de la mort                                        | Grasset                | Italia                          |
| 1971 |         | James Dickey                 | Délivrance                                             | Flammarion             | Statele Unite ale Americii      |
| 1972 |         | Severo Sarduy                | Cobra                                                  | Seuil                  | Cuba                            |
| 1973 |         | Milan Kundera                | La vie est ailleurs                                    | Gallimard              | Cehoslovacia                    |
| 1974 |         | Julio Cortázar               | Livre de Manuel                                        | Gallimard (2)          | Argentina                       |
| 1975 |         | Steven Millhauser            | La Vie trop brève d'Edwin Mulhouse                     | Albin Michel           | Statele Unite ale Americii (2)  |
| 1976 |         | Doris Lessing                | Le Carnet d'or                                         | Albin Michel (2)       | Marea Britanie                  |
| 1977 |         | Hector Bianciotti            | Le Traité des saisons                                  | Gallimard (3)          | Argentina (2)                   |
| 1978 |         | Alexandre Zinoviev           | L'Avenir radieux                                       | L'Âge d'Homme          | URSS                            |
| 1979 |         | Alejo Carpentier             | La Harpe et l'Ombre                                    | Gallimard (4)          | Cuba (2)                        |
| 1980 |         | André Brink                  | Une saison blanche et sèche                            | Stock                  | Africa de Sud                   |
| 1981 |         | David Shahar                 | Le Jour de la comtesse                                 | Gallimard (5)          | Israel                          |
| 1982 |         | Umberto Eco                  | Le Nom de la rose                                      | Grasset (2)            | Italia (2)                      |
| 1983 |         | Kenneth White                | La Route bleue                                         | Grasset (3)            | Scoția                          |
| 1984 |         | Elsa Morante                 | Aracoeli                                               | Gallimard (6)          | Italia (3)                      |
| 1985 |         | Joseph Heller                | Dieu sait                                              | Grasset (4)            | Statele Unite ale Americii (3)  |
| 1986 |         | John Hawkes                  | Aventures dans le commerce des peaux en Alaska         | Seuil (2)              | Statele Unite ale Americii (4)  |
| 1987 |         | Antonio Tabucchi             | Nocturne indien                                        | Christian Bourgois     | Italia (4)                      |
| 1988 |         | Thomas Bernhard              | Maîtres anciens                                        | Gallimard (7)          | Austria                         |
| 1989 |         | Álvaro Mutis                 | La Neige de l'amiral                                   | Sylvie Messinger       | Columbia                        |
| 1990 |         | Amitav Ghosh                 | Les Feux du Bengale                                    | Seuil (3)              | India                           |
| 1991 |         | Pietro Citati                | Histoire qui fut heureuse, puis douloureuse et funeste | Gallimard (8)          | Italia (5)                      |
| 1992 |         | Louis Begley                 | Une éducation polonaise                                | Grasset (5)            | Statele Unite ale Americii (5)  |
| 1993 |         | Paul Auster                  | Léviathan                                              | Actes Sud              | Statele Unite ale Americii (6)  |
| 1994 |         | Robert Schneider             | Frère Sommeil                                          | Calmann-Lévy           | Austria (2)                     |
| 1995 |         | Alessandro Baricco           | Châteaux de la colère                                  | Albin Michel (3)       | Italia (6)                      |
| 1996 |         | (ex-æquo) Michael Krüger     | Himmelfarb                                             | Seuil (4)              | Germania                        |
| 1996 |         | (ex-æquo) Ludmila Oulitskaïa | Sonietchka                                             | Gallimard (9)          | Rusia (2)                       |
| 1997 |         | T. Coraghessan Boyle         | América                                                | Grasset (6)            | Statele Unite ale Americii (7)  |
| 1998 |         | Jonathan Coe                 | La Maison du sommeil                                   | Gallimard (10)         | Marea Britanie (2)              |
| 1999 |         | Björn Larsson                | Le Capitaine et les Rêves                              | Grasset (7)            | Suedia                          |
| 2000 |         | Michael Ondaatje             | Le Fantôme d'Anil                                      | L'Olivier              | Canada                          |
| 2001 |         | Antonio Skarmeta             | La Noce du poète                                       | Grasset (8)            | Chile                           |
| 2002 |         | Philip Roth                  | La Tache                                               | Gallimard (11)         | Statele Unite ale Americii (8)  |
| 2003 |         | Enrique Vila-Matas           | Le Mal de Montano                                      | Christian Bourgois (2) | Spania                          |
| 2004 |         | Aharon Appelfeld             | Histoire d'une vie                                     | L'Olivier (2)          | Israel (2)                      |
| 2005 |         | Orhan Pamuk                  | Neige                                                  | Gallimard (12)         | Turcia                          |
| 2006 |         | Norman Manea                 | Le Retour du hooligan : une vie                        | Seuil (5)              | România                         |
| 2007 |         | Daniel Mendelsohn            | Les Disparus (eseu)                                    | Flammarion (2)         | Statele Unite ale Americii (9)  |
| 2008 |         | Alain Claude Sulzer          | Un garçon parfait                                      | Jacqueline Chambon     | Elveția                         |
| 2009 |         | Dave Eggers                  | Le Grand Quoi                                          | Gallimard (13)         | Statele Unite ale Americii (10) |
| 2010 |         | David Vann                   | Sukkwan Island                                         | Gallmeister            | Statele Unite ale Americii (11) |
| 2011 |         | David Grossman               | Une femme fuyant l'annonce                             | Seuil (6)              | Israel (3)                      |
| 2012 |         | Avraham Yehoshua             | Rétrospective                                          | Grasset (9)            | Israel (4)                      |
| 2013 |         | Toine Heijmans               | En mer                                                 | Christian Bourgois (3) | Țările de Jos                   |
| 2014 |         | Lily Brett                   | Lola Bensky                                            | La Grande Ourse        | Australia                       |
| 2015 |         | Hakan Günday                 | Encore                                                 | Galaade                | Turcia (2)                      |
| 2016 |         | Steve Sem-Sandberg           | Les Élus                                               | Robert Laffont         | Suedia (2)                      |
| 2017 |         | Paolo Cognetti               | Les Huit Montagnes                                     | Stock (2)              | Italia (7)                      |

## Legături externe
- Site-ul oficial al prix Médicis